# Marie Meurdrac
Marie Meurdrac (c. 1610-1680) est une chimiste française du XVIIe siècle. Elle est notamment connue pour son ouvrage La Chymie charitable & facile, en faveur des dames, premier traité de chimie écrit par une femme.

## Biographie
Marie Meurdrac appartient à la bourgeoisie aisée de Mandres-les-Roses, où elle naît en 1610. 
Elle est la fille de Vincent « Meurdrac » ou « Meurdrat », notaire et greffier à Mandres-les-Roses de 1595 à 1650 (mort dans la même ville le 24 septembre 1650) et d'Élisabeth Dovet (morte également à Mandres-les-Roses en octobre 1636).
Elle est la sœur de Madame de La Guette (1613-1676), née Catherine Meurdrac, autrice de Mémoires publiés en 1681.
Moreau, éditeur des Mémoires de Madame de La Guette, écrit en 1859 : « Le nom patronymique du père de Madame de La Guette n'est presque jamais écrit Meurdrac par un c, mais Meurdrat par un t. Le nom de la famille du Cotentin à laquelle se rattache avec orgueil Madame de La Guette est bien Meurdrac au contraire ».
Le nom de son époux est incertain. Suivant Madame de La Guette, elle épouse Monsieur de Vibrac, capitaine du château de Grosbois. Suivant les notes de l’abbé Sanson, elle épouse Guillaume Brisset, demeurant à Grosbois. Des actes de 1641 et 1651 la qualifient de « veuve Brisset ».
Dame de compagnie de la comtesse de Guiche, elle étudie la chimie et la pharmacie dans son propre laboratoire, assez bien équipé. Elle distribue médicaments, drogues et onguents gratuitement aux pauvres, ce qui lui permet de tester les différentes recettes.
Peu de détails concernant sa vie nous sont parvenus.

## Travaux

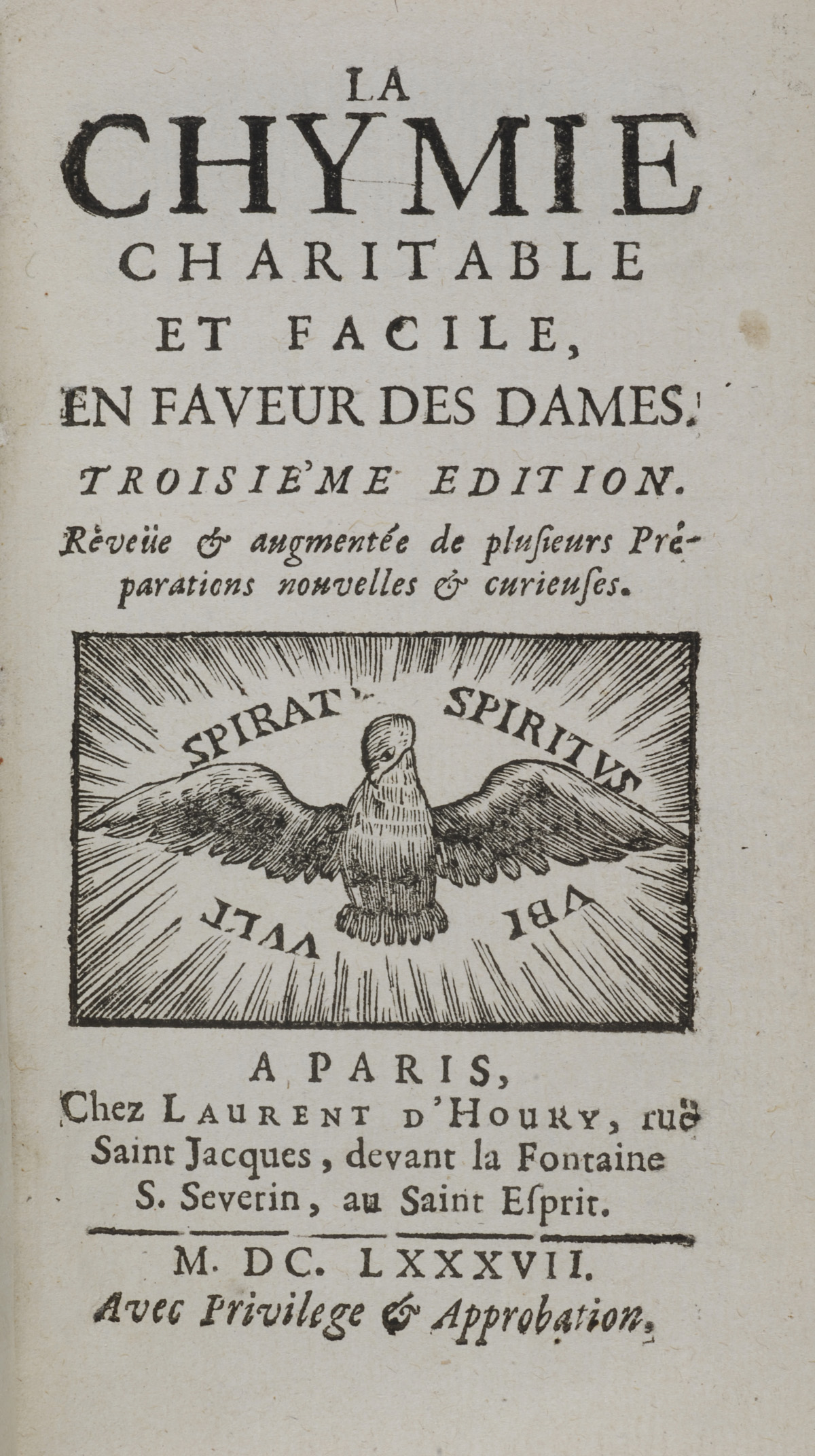
Page titre de 1687.

Marie Meurdrac est l'auteure du premier traité de chimie écrit par une femme. Elle publie en 1666 La Chymie charitable & facile, en faveur des dames qui s'appuie explicitement sur son expérience qu'elle préfère à la théorie. Cet ouvrage se compose de six parties : principes, méthodes et techniques de la chimie, propriétés des végétaux, des substances animales et des minéraux, préparation des médicaments et cosmétique. Rédigé dans un langage accessible à des non-spécialistes, cet ouvrage est relativement court (334 pages). Il s'adresse à un public féminin (en particulier dans sa dernière partie). Il a été réédité  de nombreuses fois : d'abord en 1674 puis en 1680, après sa mort en 1687, enfin en 1711. L'ouvrage a par ailleurs été édité en allemand (Francfort, 1674, 1676, 1689, 1712, 1738 ; Erfurt, 1731) et en italien (Venise, Pontio Bernardon, 1682).
Sa chimie s’appuie sur la théorie des trois Principes (ou Substances) de Paracelse selon laquelle tout corps consiste en Sel, Mercure et Soufre qu’il faut extraire des substances animales, végétales et minérales afin d’élaborer des médicaments. Marie Meurdrac s’inspire des travaux de Rupescissa, Ramon Llull, Joseph du Chesne et de Nicolas Lémery mais fait preuve également d’une grande connaissance d’apothicaire. Les expériences et préparations décrites dans son traité peuvent être généralement reproduites avec un matériel rudimentaire mais elle propose à ses lectrices de réaliser des préparations sur demande, des cours pratiques dans son laboratoire ou de leur apprendre de nouveaux secrets.

« Quand j'ai commencé ce petit Traité, ça a été pour ma seule satisfaction, et pour ne pas perdre la mémoire des connaissances que je me suis acquises par un long travail, et par diverses recherches plusieurs fois réitérées. J'ai été tentée de le publier; mais si j'avais des raisons de le mettre en lumière, j'en avais pour le tenir caché; je m'objectais à moi-même que ce n'était pas la profession d'une femme d'enseigner ; qu'elle se doit demeurer dans le silence, écouter et apprendre, sans témoigner qu'elle sait ; qu'il est au-dessus d'elle de donner un Ouvrage au public, et que cette réputation n'est pas d'ordinaire avantageuse, puisque les hommes méprisent et blâment toujours les productions qui partent de l'esprit d'une femme. Je me flattais d'un autre côté que je ne suis pas la première qui ai mis quelque chose sous la Presse; que les Esprits n'ont point de sexe ; et que si ceux des femmes étaient cultivés comme ceux des hommes, et que l'on employât autant de temps et de dépenses à les instruire, ils pourraient les égaler. »

— La Chymie charitable & facile, en faveur des dames